# Hugo de Zwarte
Hugo de Zwarte (overleden op 17 december 952) was van 923 tot 943 hertog van Bourgondië en van 936 tot 948 graaf en markgraaf van Provence. Hij behoorde tot de Bosoniden-dynastie.

## Levensloop
Hugo was de jongste zoon van hertog Richard I van Bourgondië uit diens huwelijk met Adelheid, dochter van graaf Koenraad II van Auxerre. Hij was een broer van koning Rudolf van Frankrijk. 
In 922 nam hij samen met zijn broer deel aan de revolte van de Robertijnen tegen de Franse koning Karel de Eenvoudige van de Karolingen. Hij volgde zijn broer Rudolf in 923 op als hertog van Bourgondië, nadat die laatste tot koning van Frankrijk was verkozen. Van 935 tot 948 was hij na de dood van zijn broer Boso I ook markgraaf van Provence, totdat de Provence in 948 opgedeeld werd door koning Koenraad van Bourgondië.
Na de dood van zijn broer Rudolf in 936 weigerde hij de nieuwe Karolingen koning Lodewijk IV te erkennen. Hierdoor ontnam de koning hem Langres, terwijl Hugo de Grote, zoon van Robert van Bourgondië, Sens en Auxerre innam. Hugo, die de helft van zijn bezittingen kwijt was, werd gevangengezet in Nette-Seen en na een jaar weer vrijgelaten. In 937 verzoende hij zich met Lodewijk IV en nadat die in conflict kwam met Hugo de Grote, ging hij een formeel bondgenootschap met hem aan tegen Hugo de Grote en graaf Herbert II van Vermandois. In 940 moesten Lodewijk IV en Hugo de Zwarte zich in opdracht van Otto I, koning van Oost-Francië overgeven.
In 943 werd Lodewijk IV gedwongen om Hugo de Grote tot hertog van Bourgondië te benoemen en verloor Hugo de Zwarte opnieuw heel wat gebied. Hierdoor kwam het opnieuw tot een breuk tussen Hugo en de Franse koning. In 950 probeerde Koenraad de Rode, hertog van Lotharingen, tussen beide partijen te bemiddelen.
Hugo de Zwarte was niet gehuwd. Zijn erfenis werd verdeeld onder zijn schoonbroers: Leutald I verwierf de gebieden ten oosten van de Saône, die het latere vrijgraafschap Bourgondië zouden gaan vormen, en zijn overige gebieden — Autun, Troyes en Chalon-sur-Saône — naar Giselbert van Chalon gingen, die evenwel Hugo de Grote moest erkennen als leenheer.

## Voorouders
| Voorouders van Hugo de Zwarte (-952) | Voorouders van Hugo de Zwarte (-952)                                   | Voorouders van Hugo de Zwarte (-952)                                   | Voorouders van Hugo de Zwarte (-952)                                   | Voorouders van Hugo de Zwarte (-952)                                   |                                                                        |
| ------------------------------------ | ---------------------------------------------------------------------- | ---------------------------------------------------------------------- | ---------------------------------------------------------------------- | ---------------------------------------------------------------------- | ---------------------------------------------------------------------- |
| Overgrootouders                      | ? (-) ∞ [? (-)                                                         | Boso van Arles (~780-855) ∞ ? (-)                                      | Koenraad I van Auxerre (800-863) ∞ 1180 Adelheid van Tours (-na 866)   | ? (-) ∞ ? (-)                                                          | ? (-) ∞ ? (-)                                                          |
| Grootouders                          | Bivinus van Metz (810-863/869) ∞ 1180 Richildis (-)                    | Bivinus van Metz (810-863/869) ∞ 1180 Richildis (-)                    | Koenraad II van Auxerre (835-876) ∞ Waldrada (-)                       | Koenraad II van Auxerre (835-876) ∞ Waldrada (-)                       |                                                                        |
| Ouders                               | Richard I van Bourgondië (855-921) ∞ Adelheid van Bourgondië (870-929) | Richard I van Bourgondië (855-921) ∞ Adelheid van Bourgondië (870-929) | Richard I van Bourgondië (855-921) ∞ Adelheid van Bourgondië (870-929) | Richard I van Bourgondië (855-921) ∞ Adelheid van Bourgondië (870-929) | Richard I van Bourgondië (855-921) ∞ Adelheid van Bourgondië (870-929) |